# Lukas Nola
Lukas Nola (Zagreb, 31. ožujka 1964. − Zagreb, 29. listopada 2022.) bio je hrvatski filmski redatelj i scenarist. Radio je i na televiziji i u kazalištu, a objavio je i jednu zbirku poezije. 
Njegovi su filmovi osvojili više nagrada, među kojima su Zlatna arena i Oktavijan, a sam je Nola postumno dobio i Nagradu Grada Zagreba.
Udruga Skladište znanja i Društvo hrvatskih filmskih autora i producenata 2025. izdala je monografiju o njegovu radu pod naslovom Lukas Nola.

## Filmografija
- Dok nitko ne gleda (TV film, 1992.)
- Svaki put kad se rastajemo (TV film, 1994.)
- Rusko meso (1997.)
- Nebo, sateliti (2000.)
- Sami (2001.)
- Ne pitaj kako! (TV film, 2006.)
- Pravo čudo (2007.)
- Šuti (2013.)
- Escort (2023.)

## Glumačke suradnje
Lukas Nola često surađuje s istim glumcima. Glumci s kojima najčešće surađuje su Barbara Nola, Ksenija Marinković i Ivo Gregurević. 

#### Glumci
| Glumci             | Rusko meso (1997) | Nebo, sateliti (2000) | Sami (2001) | Pravo čudo (2007) | Šuti (2013) | Escort (2023.) |
| ------------------ | ----------------- | --------------------- | ----------- | ----------------- | ----------- | -------------- |
| Ivo Gregurević     | ✘                 | ✘                     | ✘           | ✘                 |             |                |
| Barbara Nola       | ✘                 | ✘                     | ✘           | ✘                 |             | ✘              |
| Ksenija Marinković | ✘                 | ✘                     | ✘           | ✘                 |             | ✘              |
| Leon Lučev         | ✘                 | ✘                     | ✘           | ✘                 |             |                |
| Inge Appelt        | ✘                 | ✘                     | ✘           |                   |             |                |
| Filip Nola         | ✘                 | ✘                     |             | ✘                 |             |                |
| Filip Šovagović    | ✘                 | ✘                     |             |                   |             | ✘              |
| Jelena Miholjević  | ✘                 |                       | ✘           | ✘                 |             |                |
| Nina Violić        | ✘                 |                       | ✘           |                   |             |                |
| Lucija Šerbedžija  |                   | ✘                     |             |                   | ✘           |                |
| Živko Anočić       |                   |                       |             |                   | ✘           | ✘              |

## Vanjske poveznice
- Lukas Nola  Arhivirana inačica izvorne stranice od 30. prosinca 2013. (Wayback Machine) na filmski.net
- Lukas Nola u internetskoj bazi filmova IMDb-u (engl.)